# باتوريتي
باتوريتي هي بلدية في البرازيل، تتبع سيارا، بلغ عدد سكانها 33٬321  نسمة، في 2010، تبلغ مساحتها 308٫780 كيلومتر مربع.

## أعلام
- فرانسيسكو واجسلي رودريجيز
- جوسيه لينهاريس